# Alcide Marina
Alcide Giuseppe Marina CM (ur. 24 marca 1887 w Santimento, zm. 18 września 1950 w Rzymie) – włoski duchowny rzymskokatolicki, lazarysta, arcybiskup, dyplomata papieski w Iranie, Turcji i w Libanie.

## Biografia

### Prezbiteriat
18 grudnia 1909 otrzymał święcenia prezbiteriatu z rąk wikariusza generalnego Rzymu kard. Pietro Respighiego i został kapłanem Zgromadzenia Księży Misjonarzy. Rok później, po ukończeniu studiów, został wykładowcą historii Kościoła, liturgiki i historii sztuki w kolegium w Piacenzy. Od 1912 pracował we Florencji.
3 sierpnia 1915 został zmobilizowany do armii, w której służył jako kapelan oraz pracował w szpitalu polowym. W sierpniu 1919 zwolniony ze służby wojskowej, powrócił do Florencji. W 1921 został dyrektorem Collegio Alberoni w tym mieście. W 1920 stanął na czele Papieskiej Akademii Liturgii Rzymskiej oraz objął kierownictwo międzynarodowego czasopisma Ephemerides Liturgicae związanego ze Świętą Kongregacją ds. Obrzędów.

### Episkopat
7 marca 1936 papież Pius XI mianował go delegatem apostolskim w Iranie oraz arcybiskupem tytularnym heliopolitańskim. 24 maja 1936 w bazylice św. Piotra na Watykanie przyjął sakrę biskupią z rąk sekretarza stanu kard. Eugenio Pacelliego. Współkonsekratorami byli emerytowany arcybiskup limski Emilio Juan Francisco Lissón y Chávez CM oraz sekretarz Świętej Kongregacji Rozkrzewiania Wiary abp Celso Costantini.
18 kwietnia 1945 przeniesiony został na stanowisko delegata apostolskiego w Turcji. Równocześnie był administratorem apostolskim wikariatu apostolskiego Konstantynopolu.
22 marca lub 18 maja 1947 został pierwszym w historii nuncjuszem apostolskim w Libanie. Pozostał na tym stanowisku do śmierci 18 września 1950.